# Jarešnik
Jarešnik (izvirno srbsko Јарешник; bolgarsko Ярещник) je naselje v Srbiji, ki upravno spada pod Občino Bosilegrad; slednja pa je del Pčinjskega upravnega okraja.

## Demografija
V naselju živi 87 polnoletnih prebivalcev, pri čemer je njihova povprečna starost 48,3 let (49,0 pri moških in 47,5 pri ženskah). Naselje ima 32 gospodinjstev, pri čemer je povprečno število članov na gospodinjstvo 3,00.
To naselje je v glavnem bolgarsko (glede na popis iz leta 2002).
|  |

| Demografija | Demografija     | Demografija     |
| Leto        | Št. prebivalcev | Št. prebivalcev |
| ----------- | --------------- | --------------- |
|             |                 |                 |
|             |                 |                 |
|             |                 |                 |
|             |                 |                 |
| 1948        | 310             |                 |
| 1953        | 320             |                 |
| 1961        | 268             |                 |
| 1971        | 251             |                 |
| 1981        | 229             |                 |
| 1991        | 128             | 128             |
| 2002        | 96              | 96              |
|             |                 |                 |

| Etnična sestava po popisu iz leta 2002 | Etnična sestava po popisu iz leta 2002 | Etnična sestava po popisu iz leta 2002 | Etnična sestava po popisu iz leta 2002 | Etnična sestava po popisu iz leta 2002 |
| -------------------------------------- | -------------------------------------- | -------------------------------------- | -------------------------------------- | -------------------------------------- |
| Bolgari                                | Bolgari                                |                                        | 93                                     | 96,87%                                 |
| Srbi                                   | Srbi                                   |                                        | 1                                      | 1,04%                                  |
| Neznano                                | Neznano                                |                                        | 0                                      | 0,0%                                   |